# 卡爾平斯基山 (毛德皇后地)
卡爾平斯基山（英語：Mount Karpinskiy）是南極洲的山峰，位於毛德皇后地的阿斯特里德公主海岸，處於熱蘭納亞山以南17公里，屬於俄羅斯山脈的一部分，在1959年由蘇聯探險隊發現和繪入地圖，現時由南極條約體系管理。